# Konkordat
Et konkordat (latin concordare, «komme overens») er en overensstemmelse mellem en stat og den romersk-katolske kirke der vedrører forskellige spørgsmål af fælles interesse. Konkordatet kan ikke opsiges ensidigt.
| Religion | Spire Denne religionsartikel er en spire som bør udbygges. Du er velkommen til at hjælpe Wikipedia ved at udvide den. |